# Hot Springs Village
Hot Springs Village – jednostka osadnicza w Stanach Zjednoczonych, w stanie Arkansas, w hrabstwie Garland.